# Consequenzialismo
Il termine consequenzialismo è stato usato per la prima volta da Gertrude Elizabeth Margaret Anscombe nel suo saggio Modern Moral Philosophy del 1958:
La stessa Anscombe  successivamente nel 1981 ,  critica la teoria morale teleologica contrapponendole il consequenzialismo che rifiuta di definire valori morali a priori e che sostiene che un'azione vada valutata rapportandola ai suoi effetti, per cui un comportamento è giusto se produce buone conseguenze.
Per il consequenzialismo, quindi, l'unico criterio normativo sono le conseguenze, e perciò si oppone alle etiche deontologiche, che invece si fondano sul senso del dovere di chi agisce moralmente e che intendono l'etica kantianamente autonoma, che ha cioè la legge di sé in sé stessa e che non può essere condizionata da nulla che intervenga dall'esterno.

## Consequenzialismo e utilitarismo
La teoria consequenzialista ebbe un'iniziale diffusione nell'ambito giuridico dei paesi anglosassoni e fu considerata erroneamente come equivalente all'utilitarismo poiché, avendo questi le caratteristiche formali di ogni teoria consequenzialista, offriva a quest'ultima una giustificazione: ma è pur vero che il consequenzialismo a sua volta non può essere sempre inteso come utilitaristico.
Per il fondatore della teoria utilitaristica, Jeremy Bentham, le conseguenze buone di un'azione devono essere valutate quantitativamente in termini di piacere per cui tanto più se ne produrrà quanto più l'azione sarà buona: se invece l'azione non produrrà il piacere o il massimo di piacere possibile sarà ritenuta non morale.
In questo senso le motivazioni di chi agisce moralmente non hanno nessuna importanza, ciò che conta sono i risultati e perciò «non esiste qualcosa come un tipo di movente che sia in se stesso cattivo» 
Se l'agente dell'azione morale non ha rilievo e se ciò che conta è l'effetto buono, è chiaro che questi non sarà rapportato esclusivamente al singolo che ha messo in atto il comportamento morale, ma riguarderà soprattutto tutti coloro che trarranno piacere, ossia felicità, dagli effetti di questo comportamento. Il dovere allora di chi agisce moralmente è quello di raggiungere il massimo della felicità a vantaggio di tutti.
La differenza del consequenzialismo rispetto all'utilitarismo appare chiara in John Stuart Mill che, pur condividendo molti elementi della teoria utilitaristica, si propone come consequenzialista quando subordina al valore della regola morale quello dei risultati dell'agire, per cui, se violando una legge morale si ottiene un qualche effetto positivo, «non è affatto conveniente, per ottenere un qualche vantaggio immediato, violare una regola  dotata di una convenienza così suprema» 
Se per esempio uno mentisse per ottenere un profitto, violerebbe la regola superiore del non mentire che ha maggiore convenienza complessiva rispetto al momentaneo vantaggio che ricaverebbe mentendo.

## Critiche del consequenzialismo
Nella seconda metà del Novecento il consequenzialismo è stato rivisto e ha subito, soprattutto ad opera del Premio Nobel per l'economia John Charles Harsanyi e del filosofo statunitense Richard B. Brandt, le seguenti critiche ispirate alla morale deontologica:
- ritenere che l'agire umano non possa valere di per sé, ma che desuma il valore morale dalle conseguenze estrinseche;
- il mancato rispetto per la propria persona, il cosiddetto "principio di Caifa", secondo il quale si possono sacrificare valori, sentimenti persino la vita di un singolo innocente se  questo permette di conseguire il benessere sociale;
- il carattere estremistico e massimalista del consequenzialismo, che impone comportamenti estremi per la massimizzazione delle conseguenze, rendendo così evanescenti azioni altrettanto doverose, anche se non portatrici di grandi conseguenze

Alcuni hanno poi insistito sulle differenze tra utilitarismo e consequenzialismo per cui una cosa sono le conseguenze utili, un'altra le conseguenze in sé . Si è pensato cioè a un nuovo consequenzialismo, non più di stampo utilitarista, dove non sia più prevalente il benessere pubblico (il welfare), ma che faccia rientrare nella valutazione dell'azione i valori della libertà e dei diritti fondamentali.

## Il consequenzialismo giuridico
Nell'ambito della filosofia del diritto, il consequenzialismo rappresenta invece una teoria sul ragionamento giuridico elaborata, fra gli altri, dallo scozzese Neil MacCormick, (1941 – 2009) il quale ritiene che sia possibile dirimere i casi giudiziari più difficili dal punto di vista dell'interpretazione delle norme, seguendo due modalità: facendo riferimento all'ordinamento giuridico in generale, oppure partendo dalla considerazione delle diverse conseguenze discendenti dalle differenti interpretazioni possibili della norma.